# Geoffroy Saint-Hilaire család
A Geoffroy Saint-Hilaire család francia tudósdinasztia, amely három generáción keresztül adott nevezetes természettudósokat a világnak.

## A család nevezetes tagjai
- Étienne Geoffroy Saint-Hilaire (1772–1844) francia természettudós
- Isidore Geoffroy Saint-Hilaire (1805–1861) francia zoológus, az etológia szó megalkotója, Étienne Geoffroy Saint-Hilaire fia
- Albert Geoffroy Saint-Hilaire (1835–1919) francia zoológus, a kékfarkú fényfácán felfedezője, Isidore Geoffroy Saint-Hilaire fia
- Étienne Geoffroy Saint-Hilaire (1868–1947) francia politikus, Albert Geoffroy Saint-Hilaire fia